# Cookpad
Cookpad Inc. — компания-владелец одноимённого сайта Cookpad для обмена кулинарными рецептами и общения на связанные темы.
Принадлежащий компании сайт является крупнейшим кулинарным проектом Японии, позволяющим посетителям загружать свои рецепты блюд, а также искать рецепты, загруженные другими пользователями. По состоянию на май 2017 года Cookpad имела более 80 млн пользователей и занимала первое место в мире в категории «Еда и рецепты», согласно данным ресурса SimilarWeb.
По данным Bloomberg, выручка Cookpad Inc. в 2016 году достигла $155,3 млн, чистая прибыль — $8,6 млн.
В июле 2009 года акции Cookpad Inc. начали торговаться на Токийской фондовой бирже.

## История
- Октябрь 1997: основан Coin Ltd. (предшественник COOKPAD Inc.)
- Март 1998: открыт сервис распространения рецептов «Kitchen@coin»
- Июнь 1999: название ресурса изменено на «COOKPAD»
- Март 2002: Начало рекламного направления бизнеса
- Сентябрь 2004: Начало премиум сервиса
- Сентябрь 2006: Открыт мобильный сервис «MOBAREPI»
- Июль 2009: Начало торговли на бирже
- Март 2010: Открыт офис в Калифорнии, США
- Май 2011: Открыт офис в Сингапуре
- Июнь 2013: количество пользователей премиум сервиса превысило 1 000 000.
- Январь 2014: начало международной экспансии.
- Октябрь 2016: количество рецептов на сайте превышает 2,5 миллиона
- 20 июня 2017: Cookpad выкупил российский портал «Овкусе.ру»[1]
- Октябрь 2017: Открыт офис в России
- Январь 2023: Компания заявила, что уйдёт с российского рынка и удалит все рецепты[2]
- Февраль 2023: Все удаленные рецепты переданы российской платформе «Овкусе.ру» под управлением бывшего генерального директора «Cookpad Россия» Александра Кисленко[3].